# هربازول
هربازول (بالإنجليزية: Herbazol)‏ هو مبيد عشبي اختياري من مركبات حمص فينوكسي أستيك ينتقل داخل النبات. المادة الفعالة عبارة عن ملح أميني (2,4D).
من المبيدات المسرطنة

## الاستعمال
هربازول مبيد عشبي اختياري من مركبات حمص فينوكسي أستيك ينتقل داخل النبات ويستعمل بصورة رئيسية بعد الإنبات لمكافحة الأعشاب العريضة في محاصيل القمح والشعير و الذرة و الذرة البيضاء والمروج النجيلية، كما أن له استعمالات عديدة ثانوية أخرى في الأراضي غير المزروعة والشجيرات العشبية.
الجرعة المميتة للنصف LD50 من المادة الفعالة 375 ملغ/كغ للجرذان وتزيد عن الرقم للمستحضرات التجارية.

## توقيت الرش
يمكن الحصول على أحسن النتائج من رش هذا المبيد عندما ترش الأعشاب وهي في أنشط درجات نموها ويجب التقيد بطور نمو المحصول عند رش المبيد لتفادي أية أضرار له أو للبذور الناتجة منه، ففي محصول القمح والشعير من مرحلة بعدالإشطاء و حتى قبل طور الحبل ويوقف الرش منذ طور الحبل وحتى نهاية الطور اللبني.
معدل الاستخدام من 1-1.75 ل/هـ ، إن درجات الحرارة السائدة خلال الرش يمكن أن تؤثر على فعالية المبيد لذا يجب الرش بين درجتي حرارة 10- 32 م.

## تحذيرات وملاحظات
- إن محاصيل القطن والبندورة والعنب و الأشجار المثمرة و نباتات الزينة حساسة جداً لهذا المبيد و يجب تجنب وصول رذاذه إليها.
- يجب تجنب وصوله إلى مياه الري.
- يجب عدم رش المبيدات الحشرية والفطرية بنفس المبيدات التي جرى بها رش 2,4D إلا بعد تنظيف كامل أجزائها من الداخل تنظيفاً تاماً.

- إن طور نمو المحصول عند الرش هام جداً ويجب التقيد به تماماً وحسب المعلومات الموجودة على اللصاقة منعاً لأية أضرار.